# تيست درايف

صورة من لعبة تيست درايف أثناء القيادة

تيست درايف (بالإنجليزية: Test Drive)‏ ، هي لعبة إلكترونية من نوع سباق السيارات ، وهي الجزء الأول من سلسلة تيست درايف ، أنتجت عام 1987م ، وتعمل على عدة أنظمة التشغيل ، ومنها أمستراد إس بي إس و آبل 11 ودوس.

## سيارات
وفرت اللعبة خمسة أنواع من السيارات الرياضية وهي :
- لامبورغيني كونتاش (Lamborghini Countach).
- لوتس اسبريت (Lotus Esprit).
- شيفروليه كورفيت سي 4 (Chevrolet Corvette C4).
- بورش 911 (Porsche 911).
- فيراري تيستاروسا (Ferrari Testarossa).

## الاستقبال
صرح منظمة كمبوتر جيمنغ ورلد عام 1987م بأن لعبة «تيست درايف» تتميز بتقدم الرسومات وتشجيع اللاعب على قيادة السيارة عبر لوحة التحكم والنظر إلى الشاشة ، أشيدت برسومات ممتازة رغم أن هذه اللعبة لا تسمح إلا للقيادة بدورة واحدة ، وقام المراجعين بتقييم اللعبة 41/2 من 5 
.

## وصلات خارجية
- تيست درايف على موقع IMDb (الإنجليزية)

1. ↑  "Christmas Buyers Guide". Computer Gaming World. نوفمبر 1987. ص. 20. {{استشهاد بخبر}}: الوسيط |تاريخ الوصول بحاجة لـ |مسار= (مساعدة)
2. ↑  Tucker, Troy (فبراير 1988). "Test Drive". Compute!. ص. 50. مؤرشف من الأصل في 2016-10-16. اطلع عليه بتاريخ 2013-11-10.
3. ↑  Lesser، Hartley؛ Lesser، Patricia؛ Lesser، Kirk (أبريل 1988). "The Role of Computers". Dragon ع. 132: 80–85.